# 98-ма повітрянодесантна дивізія (РФ)
98-ма гвардійська Свірська Червоного прапора ордена Кутузова ІІ ступеня повітряно-десантна дивізія ім. 70-річчя Великиго Жовтня (98 ПДД) — повітряно-десантна дивізія, одне з військових з'єднань Повітряно-десантних військ Росії. Дивізія брала участь у Першій та Другій чеченських кампаніях.
У 2014 році підрозділи дивізії брали участь у військових операціях в ході збройної агресії РФ проти України.

## Історія
Після розпаду СРСР у 1992 році 98-ма гвардійська повітрянодесантна дивізія Радянської армії увійшла до складу Збройних сил Росії.

### Російсько-українська війна
У 2014 році підрозділи дивізії брали участь у військових операціях в ході збройної агресії РФ проти України.
У серпні 2014 року підрозділи 331-го парашутно-десантного полку брали участь у боях під Іловайськом.
24 серпня 2014 року бійцями 2-ї протитанкової батареї 51 ОМБр під командуванням капітана Костянтина Коваля в районі смт. Кутейникове було підбито 2 одиниці БМД-2 331-го парашутно-десантного полку. Десантники евакуювалися з бойових машин і сховалися в лісосмузі неподалік. Під час спроби виходу 10 десантників 331 ПДП були взяті у полон відділенням розвідників 51 ОМБр під командуванням сержанта Володимира Козака.
17 квітня 2015 року командувач ГШ ЗСУ Віктор Муженко заявив, що підрозділи 98-ї бригади досі залишаються на території окупованого Донбасу. 18 травня він заявив, що підрозділи бригади взяли участь у параді до 9 травня у Донецьку.
Взимку 2023-2024 років дивізія у повному складі брала участь у боях за Бахмут.
На початку квітня 2024 року підрозділи дивізії брали участь у боях за Часів Яр, атакуючи місто зі сходу.

## Склад

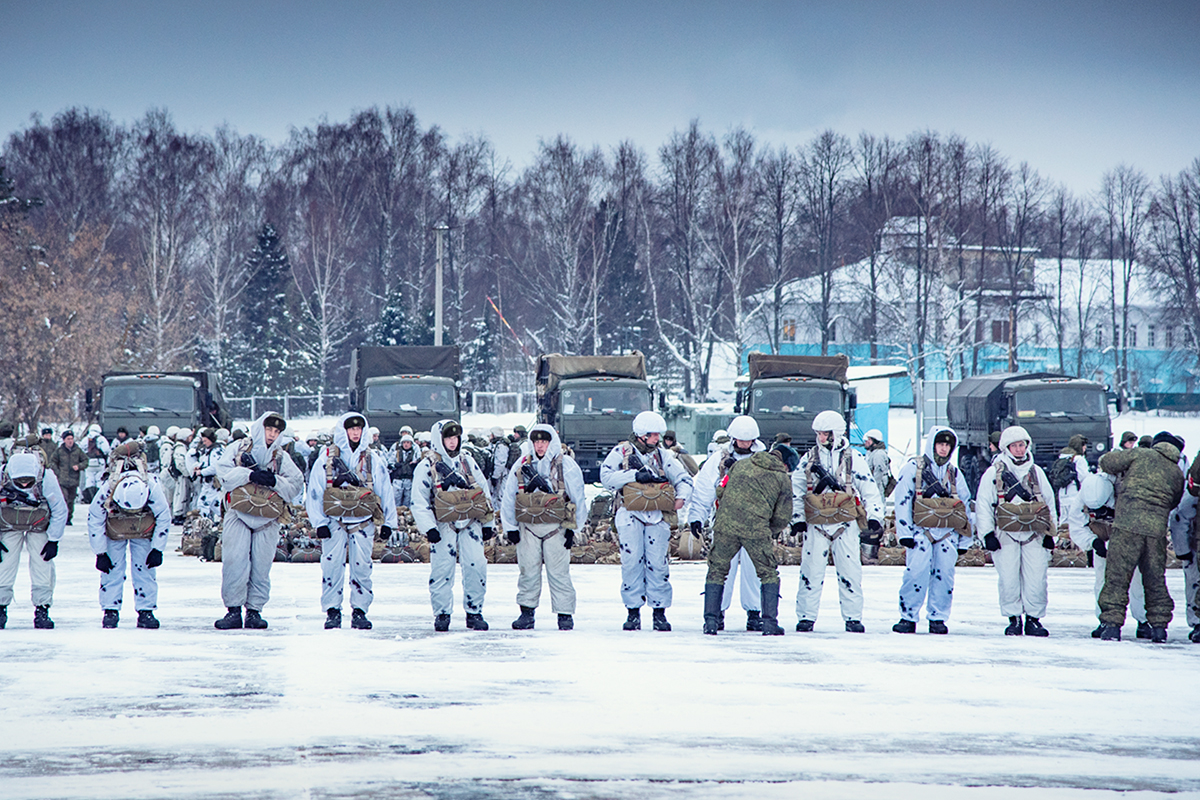

- 217-й гвардійський парашутно-десантний ордена Кутузова полк (Іваново)
- 331-й гвардійський парашутно-десантний полк (Кострома)
- 1065-й гвардійський артилерійський Червоного прапора полк (Кострома)
- 5-й гвардійський зенітний ракетний полк (раніше — 318-й окремий гвардійський зенітний ракетно-артилерійський дивізіон; Іваново)
- 243-тя окрема військово-транспортна авіаційна ескадрилья (Іваново)
- 36-й окремий медичний загін (аеромобільний) (Іваново)
- 215-й окремий розвідувальний батальйон (Іваново)
- 674-й окремий гвардійський батальйон зв'язку (Іваново)
- 661-й окремий інженерно-саперний батальйон (Іваново)
- 15-й окремий ремонтно-відновлювальний батальйон (Іваново)
- 1683-й окремий батальйон матеріального забезпечення (Іваново)
- 969-та окрема рота десантного забезпечення (Іваново)
- 728-ма станція фельд'єгерсько-почтового зв'язку (Іваново)
- навчально-тренувальний комплекс (Пісочне, Костромська область).

### 2024
- 299-й парашутно-десантний полк[13][14]

## Командування
- (2013—2015) генерал-майор Волик Сергій Миколайович

## Традиції
26 січня 1993 року для дивізії затверджено нарукавний знак у формі щита і зображенням меча в руці, що виходить з хмари.
30 червня 2008 року для дивізії затверджено новий нарукавний знак, де було додано зображення крилатої гренади, що полум'яніє.

Емблема, 1993
Нарукавний знак, 2016